# Tawona Alhaleem
Tawona Lashown Alhaleem, coniugata Hicks (Flint, 17 ottobre 1974), è un'ex cestista statunitense, professionista nella WNBA.

## Carriera
Ha disputato una stagione con le Orlando Miracle.